# Nörder-Oradtjärnen
Nörder-Oradtjärnen är en sjö i Älvdalens kommun i Dalarna och ingår i Dalälvens huvudavrinningsområde.